# Кам'яниця Кільяніщинська
Кам'яниця Кільяніщинська — будинок № 33 площі Ринок у Львові.

## Історія
Кам'яницею на початку 30-х років XVII ст. володів міщанин Лончич, а з 1637 р. — аптекар Ян Кільяніста, тому вона і називалася Кільяніщинською. Сучасного (або майже сучасного) вигляду будинок набув у першій половині XVIII ст., коли був перебудований за проектом уславленого архітектора Бернарда Меретина. Перебудовувався і пізніше, у XX ст., Наприклад, у 1910 р. вхідні двері були розташовані не там, де зараз, а майже на розі, на місці нинішнього вікна.
З давніх-давен перший поверх використовувався для кав'ярні. Після чергової реконструкції кав'ярня мала назву «На Ринку». Зараз тут ресторан «Ольмар» з входом із вул. Краківської. Але заклад має неофіційну назву — «Кентавр», оскільки бічну стіну, від вул. Краківської, прикрашає зображення кентавра з пивним кухлем у руці.

## Архітектура
Житловий будинок, XVII століття. Перебудований у XVIII столітті.
Цегляний, витягнутий в плані, чотириповерховий, верхній поверх добудований. В облицьованому каменем першому поверсі збереглися склепіння. Другий і третій поверхи об'єднані гладкими пілястрами з композитними капітелями, вікна другого поверху увінчані своєрідними хвилястими сандриками, третього — профільованими поличками..